# Darren Allison
Darren Allison (Ashington, maggio 1968) è un produttore discografico e musicista britannico.
È conosciuto soprattutto per il suo lavoro con The Divine Comedy, Spiritualized ed Efterklang.
Darren ha lavorato anche con la cantante italiana Elisa, della quale ha prodotto il singolo Cure Me del 1998, tratto dall'album Pipes & Flowers.

## Biografia

### The Church Studios (Eurythmics)
Dopo una serie di sessioni con Dave Stewart nel Ezee studios, nel 1990, Darren ha raggiunto il team a Eurythmics The Church Studios. Vi rimase per cinque anni, lavorando con i rivoluzionari indie band come il My Bloody Valentine, ma anche su Dave Stewart sessioni con leggendari musicisti rock come Mick Jagger, Lou Reed, Bootsy Collins e visitatore occasionale Bob Dylan.

### Freelance
Nel 1995 Darren ha lasciato The Church Studios, per concentrarsi sulla produzione del terzo album della The Divine Comedy. L'album, intitolato Casanova è stato pubblicato nel 1996 e ha generato tre top 20 singoli di successo, oltre a ricevere ampi consensi di critica.
Da allora, la carriera freelance di Darren lo ha portato a numerosi paesi europei, dove ha continuato a raccogliere successo critico e commerciale.

## Discografia
- 1990: BAT - Angel Singolo (Co-Produttore/Ingegnere/Missaggio)
- 1990: Silver Bullet - Bring Down The Walls LP tracce (Ingegnere/Missaggio)
- 1990: Jesus Jones - Doubt LP tracce (Ingegnere)

(include singoli Right Here, Right Now e International Bright Young Thing)
- 1990: Peter Blegvad - King Strut & Other Stories LP tracce (Ingegnere/Missaggio)
- 1991: Gheorghe Zamfir - Dances Of Romance LP (Ingegnere)
- 1991: My Bloody Valentine - Loveless LP (Ingegnere)
- 1992: Stex - Spiritual Dance LP (Ingegnere/Missaggio)

(include Still Feel The Rain Singolo)
- 1992: Vegas - Vegas LP (Ingegnere)
- 1992: Savageworld - Timebomb Singolo (Missaggio)
- 1993: Eurythmics - Live 1983-1989 LP tracce (Ingegnere)
- 1993: The Divine Comedy - Liberation LP (Co-Produttore/Ingegnere/Missaggio/Batteria/Percussione)
- 1993: Ioni - Sentence of Love Singolo (Missaggio)
- 1994: F.O.U.R. - Wait Until Tonight Singolo (Missaggio)
- 1994: The Almighty - The Almighty EP tracce (Ingegnere/Missaggio)
- 1994: Mike TV - Money Shot EP (Produttore/Ingegnere/Missaggio)
- 1994: The Divine Comedy - Promenade LP (Co-Produttore/Ingegnere/Missaggio/Batteria/Percussione)
- 1994: Dave Stewart - Greetings From the Gutter LP (Ingegnere)

(include Heart Of Stone Singolo)
- 1994: Nick Green - Where Love Is Found EP traccia (Ingegnere)
- 1994: Nick Green - Skeletons LP (Ingegnere)
- 1995: Luz Casal - Como La Flor Prometida LP (Ingegnere)

(include Entre Mis Recuerdos Singolo)
- 1995: Eusebe - Summertime Healing Singolo (Missaggio)
- 1995: The Orb feat. Instrumental - Oxbow Lakes (Evensong) EP traccia (Co-Produttore/Ingegnere/Missaggio)
- 1995: Job - Rosary Beads 'n' Ice Cream LP (Ingegnere/Missaggio)
- 1995: Shakespears Sister - Suddenly B Side (Ingegnere)
- 1995: Eusebe - If Masser Says It's Good Singolo (Missaggio)
- 1995: The Divine Comedy - Casanova LP (Co-Produttore/Ingegnere/Missaggio/Batteria/Percussione)

(include singoli Something For The Weekend,Becoming More Like Alfie, e Frog Princess)
- 1996: Juan Martín - Musica Alhambra LP (Ingegnere/Missaggio)
- 1996: Right Said Fred - Big Time Singolo (Ingegnere/Missaggio)
- 1996: Jazzindo - The Debut Album LP (Ingegnere/Missaggio)
- 1996: Spiritualized - Ladies and Gentlemen We Are Floating in Space LP tracks (Produzione Addizionale/Ingegnere/Missaggio)

(include Electricity Singolo)
- 1997: Babybird - Ugly Beautiful(US version) LP tracks (Co-Produttore/Ingegnere/Missaggio)
- 1996: Clint Bradley - This Hour LP (Produttore Associato/Ingegnere)
- 1997: Jack - The Jazz Age LP (Produttore/Ingegnere/Missaggio)

(include Steamin' Singolo, e "Lolita" EP)
- 1998: Herve Zerrouk - Anita Emmene-Moi Singolo (Missaggio)
- 1998: Bôa - The Race of a Thousand Camels LP tracce (Produttore/Ingegnere)
- 1998: Dominique Dalcan - Ostinato LP tracce (Missaggio)
- 1998: Elisa - Cure Me Singolo (Produttore/Ingegnere/Missaggio)
- 1998: Electronic - Twisted Tenderness LP tracce (Ingegnere)

(include Late at Night Singolo)
- 1999: Hands on Approach - Blown LP (Produttore/Ingegnere/Missaggio)

(include singoli My Wonder Moon ,Silent Speech e "Tao Perto Tao Longe")
- 1999: Hands on Approach - Blown Special(live tracce)LP Bonus Disc (Produttore/Ingegnere/Missaggio)
- 1999: BBMak - Sooner or Later LP traccia (Co-Produttore/Ingegnere/Missaggio)
- 1999: Phase - 52 Minutes of your time LP (Produttore/Ingegnere/Missaggio)

(include Get Down Singolo)
- 1999: Bôa - Tall Snake EP EP traccia (Produttore/Ingegnere)
- 1999: BBMak - More Than Words EP traccia (Co-Produttore/Ingegnere/Missaggio)
- 2000: Bôa - Twilight LP tracce (Produttore/Ingegnere)
- 2000: Hands on Approach - Moving Spirits LP (Produttore/Ingegnere/Missaggio)

(include The Endless Road Singolo)
- 2001: Maggiulli - A Bras Le Corps LP (Produttore/Ingegnere/Missaggio/Chitarra/Tastiera)
- 2002: Juan Martín - Camino Latino LP (Produzione Addizionale/Ingegnere/Missaggio)
- 2002: Ten Speed Racer - 10SR LP (Missaggio)

(include singoli Your Demon Heart e Fifteen)
- 2002: Belle & Sebastian - Love on the March EP traccia (Produttore/Ingegnere)
- 2003: Candidate - Under the Skylon LP (Missaggio)

(include singoli Mountain Snow e Another One Down)
- 2004: Future Kings of Spain - Le Debemos ep EP tracce (Missaggio/Percussione)
- 2005: Luxembourg - LVGB Singolo (Produttore/Ingegnere/Missaggio)
- 2005: Dominique Dalcan - Music-Hall LP tracce (Mixing)
- 2006: Juan Martín - Rumbas Originales LP (Produttore/Ingegnere/Missaggio)
- 2006: Electronic - Get the Message – The Best of Electronic LP tracce (Ingegnere)
- 2007: Efterklang - Parades LP (Missaggio)
- 2007: Luz Casal - Vida Toxica LP (Ingegnere/Missaggio)

(include singoli Se Feliz,Soy)
- 2008: Efterklang - Caravan Singolo (Missaggio)
- 2011: Amatorski - Tbc LP (Produzione Addizionale/Missaggio)

(include Soldier Singolo)
- 2012: The Blue Cats - Billy Ruffians Singolo (Missaggio)
- 2012: The Blue Cats - Best Dawn Yet LP tracce (Missaggio)
- 2013: Equinox, the Peacekeeper - Birdsongs on the Wasteland LP (Co-Produttore/Ingegnere/Missaggio/Batteria/Percussione)
- 2013: Amatorski - How Are You Singolo (Produzione Addizionale/Missaggio)
- 2013: The Blue Cats - The Norton Spirit Singolo (Produzione Addizionale/Missaggio)
- 2013: Belle & Sebastian - The Third Eye Centre LP traccia (Produttore/Ingegnere)
- 2014: Clint Bradley - Riding After Midnight LP (Produttore/Ingegnere/Missaggio/Chitarra)
- 2015: Juan Martin - La Guitarra Mi Vida LP (Produttore/Ingegnere/Missaggio)
- 2015: Daisy Bell - London LP (Produttore/Missaggio)